# 蝦名由紀子
蝦名 由紀子（えびな ゆきこ、1966年3月16日-）は、日本の元子役・女優である。東京都出身。堀越高等学校卒業。別芸名：浅沼友紀子（あさぬま ゆきこ）、また、「蛯名由紀子」「蝦名由起子」等と表記されている場合もある。

## 経歴
幼少期から児童劇団に所属し多数のTVドラマに出演する。子役としてキャリアを重ね、1979年、映画『東京大空襲 ガラスのうさぎ』の主演で注目を集め更に評価を高める。
1983年、「浅沼友紀子」に改名し、女優業と並行してレコードをリリースするが、その後、元の「蝦名由紀子」に戻す。
1980年代後半頃まで活動し、芸能界を引退した。

## 出演作品

### 映画
- 朝やけの詩（1973年） - 道子 役
- 東京大空襲 ガラスのうさぎ（1979年） - 川井敏子（主役）

### テレビ
- 右門捕物帖（NET）
  - 第23話「消えた男」（1974年）
  - 第41話「謎の蛇皮線」（1975年）
- 秘密戦隊ゴレンジャー 第10話「赤い風船! 風速100メートル」（1975年、NET） - ユキ役
- アクマイザー3 第14話「なぜだ!? 一平がふたり」（1976年、NET）
- がんばれ!!ロボコン（1976年 - 1977年、NET→ANB） - 小川まゆみ 役
- 超神ビビューン 第13話「ハニワが歩いた? 怪奇な足跡」（1976年、NET） - ユウコ役
- 快傑ズバット 第29話「父母なき子 涙の復讐」（1977年、東京12チャンネル）
- 5年3組魔法組 第24話「ガンモの初恋」（1977年、ANB） - ハナコ役
- 遠山の金さん（ANB） 杉良太郎版 
  - 第1シリーズ 第83話「しじみに咲く花」（1977年） - おその 役
  - 第2シリーズ 第5話「白洲に咲かせた父娘花」（1979年） - おはつ 役
- 浮浪雲 第5話（1978年） - しま役
- バトルフィーバーJ 第5話「ロボット大空中戦」（1979年、ANB）
- 大空港 第46話（1979年、ANB） - 島田かずこ役
- 長七郎天下ご免! 第5話「情け! 高麗人参」（1979年、ANB） - おちよ役
- ドラマ人間模様（NHK総合）
  - 愛を病む（1980年） - 光江 役
- 愛のA・B・C・D（1980年）
- 御宿かわせみ（1981年、NHK総合）
- 秘密のデカちゃん 第2話「ゆうべの誓い、もう忘れたの!?」（1981年、TBS） - 大沢るみ
- 続・ぬかるみの女（1981年、THK） - 博子 役
- 桃太郎侍 第241話「赤い首輪をつけた猫」（1981年、NTV）
- 裸の大将放浪記 第9話「ロバが笑ったので」（1982年、KTV） - 光子 役
- 連続テレビ小説（NHK）
  - おしん（1983年） - 田倉禎：おしんの次女 役
  - チョッちゃん（1987年） - 飯島加代：チョッちゃんの同級生 役
- 天まであがれ!（1982年、NTV）
- 東芝日曜劇場（第1320回）「妻のしあわせ」（1982年、TBS）
- 木曜ゴールデンドラマ「愛と憎しみの旅路」（1982年、YTV）
- ドラマ人間模様「長い橋」（1983年、NHK総合）
- 月曜ドラマランド（CX）
  - 「どっきり天馬先生」
    - 1「僕の学校の校医さんはオッチョコチョ医!?」（1983年4月11日）
    - 2「僕らの街にスゴーイ美人がやってきて…？」（1983年4月/18日）
    - 3「瀬古選手になれなかった僕と増田明美になったお姉ちゃん」（1983年5月9日）
    - 5「らのトン馬先生が惚れたシンデレラ」（1983年5月30日）
    - 9「夜は胸キュン・看護婦さんは眠れない！」（1983年7月25日）
    - 10「僕の街にＥＴがやってきた」（1983年8月15日）
    - 11「新米コーチはピチピチギャル、真夏のプールは大混乱！」（1983年8月29日）
- 看護婦日記 パートI（1983年、TBS）
- 激愛・三月までの… 第1話「誰のために生きるの?」（1984年、TBS） - きみえ 役　ふとした死の誘惑から友達
- 花王愛の劇場「花さくらんぼ」（1984年、TBS）
- 時代劇スペシャル 怪談津の国屋 半七捕物帳（1984年、CX） - お雪役
- 宇宙刑事シャイダー 第14話「恋のミュータント」（1984年、ANB）- 夏川まり子 / 真理子の叔母 霧子 役
- 大岡越前 第8部 第9話「女賊を泊めた人情同心」（1984年、TBS） - おてる役
- 新大江戸捜査網 第20話「男を誘うはぐれ蝶」（1984年、TX） - お鈴役
- 特捜最前線 （ANB）
  - 第371話「7月の青春レクイエム!」（1984年）
  - 第498話「雪に消えた憎しみ」（1986年）
- スケバン刑事 第11話「第二部 悪魔の三姉妹編 序章」第12話「サキ! お前はもう死んでいる!」（1985年、CX） - 三井律子 役
- 真田太平記 第36回「真田丸」（1986年、NHK総合）
- 銀河テレビ小説（NHK総合）
  - ときめき ああ青函連絡船（1986年）
- 金曜女のドラマスペシャル「蛇苺」（1987年、CX）
- 超人機メタルダー 第9話「夢みるモンスター! 十字砲火の恋人たち」、第12話「愛しのモンスター・包囲する忍者たち!」、第15話「翔くモンスター・息子よ、母の願いを!」（1987年、ANB） - ウィズダム役
- 月曜・女のサスペンス「消えない秘密　ガラスの絆・人工児21年目出生の謎」（1988年、TX）

### バラエティ
- タケちゃんの思わず笑ってしまいました 第8話（1986年、CX）

### 雑誌
- 写楽（1984年7月号） - 浅沼友紀子名義でのオールヌード

## 音楽活動
- 憧れはオクターブハイの空へ（作詞：阿木燿子、作曲：芹澤廣明、編曲：大谷和夫、キャニオン・レコードから1983年4月5日発売）
  - 浅沼友紀子名義でのシングルレコード
  - テレビドラマ（フジテレビ系『月曜ドラマランド』枠第1作）『どっきり天馬先生』主題歌
  - 映画『プロ野球を10倍楽しく見る方法』主題歌
  - B面：SEE YOU AGAIN（作詞：阿木燿子、作曲：西脇睦宏、編曲：大谷和夫）

映画『プロ野球を10倍楽しく見る方法』挿入歌
- ラッキーレディ（浅沼友紀子名義でのアルバム）